# Liste der mexikanischen Kinofilme 1929
Die Liste der mexikanischen Kinofilme des Jahres 1929 führt alle in diesem Jahr in Mexiko gedrehten Langfilme auf. Insgesamt gab es in diesem Jahr sechs mexikanische Produktionen. 1929 war zudem das Jahr, in dem es die ersten mexikanischen Filme mit Ton gab. Die in dieser Liste aufgeführten Informationen basieren auf David E. Wilts Buch The Mexican Filmography 1916 through 2001, der die vollständigste Filmographie für Mexiko vorgelegt hat.

## Legende
- Titel: Nennt soweit vorhanden den offiziellen deutschen Filmtitel, andernfalls den spanischen Originaltitel.
- Regisseur: Nennt den Regisseur oder die Regisseure des Films.
- Genre: Nennt die Genrezuordnung.
- Darsteller: Nennt drei Hauptdarsteller.
- Besonderheiten: Führt Besonderheiten und Hintergründe zum Film auf.

## Filmliste
| Titel                 | Regisseur                | Genre       | Darsteller                                                 | Besonderheiten                                                                                                   |
| --------------------- | ------------------------ | ----------- | ---------------------------------------------------------- | --- |
| El águila y el nopal  | Miguel Contreras Torres  | Filmkomödie | Roberto Soto Joaquín Pardavé Carlos López                  | Erster mexikanischer Film mit Ton, der in Hollywood später mit Synchronizations-Schallplatten hinzugefügt wurde. |
| Alas de gloria        | Angel E. Alvarez         |             | Pablo L. Sidar Carlos Rovirosa                             | Nach den verfügbaren Quellen handelte es sich um einen Tonfilm.                                                  |
| La boda de Rosario    | Gustavo Sáenz de Sicilia | Melodrama   | Carlos Rincón Gallardo Lupe Loyo Juan José Martínez Casado | Es handelt sich um einen Stummfilm.                                                                              |
| Dios y ley            | Guillermo Calles         | Melodrama   | Guillermo Calles Carmen Guerero Juan Martínez              | Ein in Hollywood gedrehter, aber als mexikanischer Film angesehener Tonfilm.                                     |
| Los hijos del destino | Luiz Lezama              | Filmdrama   | Lidia Franco Irma Vera Luis Cots Pérez                     | Ein von einer Gesundheitsorganisation der Regierung finanzierter Stummfilm.                                      |
| Terrible pesadilla    | Charles Amador           | Filmkomödie | Charles Amador Carmen Ortiz Elias Hanan                    | Es handelte sich um einen Stummfilm.                                                                             |